# Кох, Мате
Мате Тамаш Кох (венг. Koch Máté Tamás, род. 17 сентября 1999, Будапешт) — венгерский фехтовальщик. Олимпийский чемпион в фехтовании на шпаге в командных соревнованиях мужчин на летних Олимпийских играх 2024 года.
В апреле 2017 года на чемпионате мира по фехтованию среди юниоров 2017 года в Пловдиве, Болгария он завоевал бронзовую медаль в командной шпаге. . В январе 2018 года он завоевал бронзовую медаль в индивидуальной шпаге на чемпионате Европы среди юниоров 2018 года.
В январе 2019 года Мате Кох в составе сборной Венгрии завоевал золотую медаль в соревнованиях на шпагах на чемпионате Европы среди юниоров 2019 года. В июне 2023 года он завоевал золотую медаль в составе сборной Венгрии в командных соревнованиях шпажистов на Европейских играх 2023 года в Кракове, Польша.
На чемпионате мира по фехтованию 2023 года в Милане, Италия Мате Кох выиграл золото в индивидуальных соревнованиях шпажистов. 
На летних Олимпийских играх 2024 года в личных соревнованиях выбыл в первом же туре. В командных соревнованиях выиграл золото вместе Тибором Андрашфи, Гергеем Шиклоши и Давидом Надем.